# Stari Maiakî, Berezivka
Stari Maiakî (în ucraineană Старі Маяки) este localitatea de reședință a comunei Stari Maiakî din raionul Berezivka, regiunea Odesa, Ucraina.

## Demografie
Componența lingvistică a localității Stari Maiakî
     Ucraineană (94,71%)
     Română (2,71%)
     Rusă (1,94%)
     Alte limbi (0,26%)
Conform recensământului din 2001, majoritatea populației localității Stari Maiakî era vorbitoare de ucraineană (94,71%), existând în minoritate și vorbitori de română (2,71%) și rusă (1,94%).